# Pamphobeteus augusti
Pamphobeteus augusti é uma espécie de aranha pertencente à família Theraphosidae (tarântulas).